# Апоастр
Апоа́стр (від грец. από — з, від (частина складного слова, що означає заперечення і відсутність чого-небудь), і άστρον — зоря) — точка еліптичної орбіти однієї з компонент у подвійній зоряній системі, найвіддаленіша від іншої зорі.
Навпаки, найближча до центру точка орбіти зветься періастр.

## Дивись також
- Апоцентр
- Апсиди